# SC Grün-Weiß Paderborn
Der SC Grün-Weiß Paderborn ist ein Mehrspartenverein aus Paderborn. Gegründet wurde er 1920 als DJK Mark. Dieser benannte sich noch vor dem Verbot (1935) der katholischen Sportbewegung 1933 in SC Grün-Weiß Paderborn um. Aus kleinen Anfängen heraus (20 Mitglieder bei der Gründung) wuchs der Club zum größten Sportverein (3500 Mitglieder/Stand: 2013) im Kreis Paderborn mit Geschäftsstelle und hauptamtlichen Mitarbeitern.
Der SC Grün-Weiß ist Gründer und zusammen mit der Stadt Paderborn Ausrichter des Paderborner Osterlaufs, welcher der älteste bestehende deutsche Volks- und Straßenlauf ist. 2010 und 2011 richtete der Verein den Weltcup der Ästhetischen Gruppengymnastik aus.

## Der Verein

### Präsidenten
In 102 Jahren gab es lediglich sechs Präsidenten
- Heinrich Vockel † (damals DJK Mark)
- Hans Wienold †
- Karl Johannwerner †
- Horst Wiczynski
- Wolfgang Krenz
- Martin Kaiser

### Zahlen, Daten, Fakten
- Mitgliederzahl 2011:
- etwa 3500 Mitglieder in 19 Abteilungen,
  - davon etwa 1200 Jugendliche unter 18 Jahren
  - zuzüglich etwa 1000 Kursteilnehmer im Jahr
  - zuzüglich etwa 430 Mitglieder im Tennisclub TC Grün-Weiß Paderborn

### Sportflächen und -hallen
Zurzeit stehen hier folgende Sportflächen zur Verfügung: Zweifach-Sporthalle, Gymnastikraum, Fitnessraum, zwei Billardräume sowie die Geschäftsstelle. Zudem besteht auch die Anbindung an die Physiotherapiepraxis Medi-Reha, die sich in den Räumen am Schützenplatz befindet. Tennis spielen kann man im TC Grün-Weiß Paderborn im SC GW Paderborn auf 10 Außen- und drei Hallenplätzen
Geschichte der Sportflächen:
- 1984 Bau des Sportzentrums am Schützenplatz (gesamte Fläche 2000 m²).
- 1992 Umbau und Erweiterung der Tennisanlage
- 1998 Umbau der Geschäftsstelle und des Fitnessstudios (170 m²)
- 2002 Errichtung eines Clubhauses auf dem Gelände der Bogensport-Abteilung
- 2004 Bau des Gesundheits-, Reha- und Fitnesszentrums mediFit anstelle der Bowlinganlage
- 2011 Neubau des Inselbadstadions und eines Sportgebäudes im Stadion
- 2022 Renovierung des Gesundheits-, Reha- und Fitnesszentrums mediFi und der Geschäftsstelle

## Die Abteilungen
Der Verein bietet die Sportarten Badminton, Basketball, Billard, Bogenschießen, Bowling, Fußball, Handball, Hockey, Inlinehockey, Jiu Jitsu, Judo, Karate, Kindersportschule, Leichtathletik, Rasenkraftsport, Reha- und Gesundheitssport, Tischtennis, Turnen und Volleyball an. Die Tennisabteilung spaltete sich am 25. August 2008 als TC Grün-Weiß Paderborn ab.

### Fußball
Die erste Fußballmannschaft schaffte im Jahre 1961 den Aufstieg in die seinerzeit viertklassige Landesliga Westfalen. Trotz eines 10:0-Erfolgs über den SV Ennigloh 09 mussten die Grün-Weißen nach einem Jahr wieder absteigen. Nach dem direkten Wiederaufstieg konnte sich die Mannschaft in der Landesliga etablieren und übernahm die sportliche Vorherrschaft in der Stadt, nachdem der SV 07 Neuhaus 1965 in die Bezirksklasse abstieg. Im Jahre 1970 erreichten die Grün-Weißen mit Platz vier ihren sportlichen Zenit. Innerhalb der Stadt wurde der Verein jedoch zunächst vom 1. FC Paderborn und dann vom TuS Sennelager überholt, die als Aufsteiger gleich in die Verbandsliga durchmarschierten.
Die Grün-Weißen kämpften in den 1970er Jahren gegen den Abstieg. Im Jahre 1974 sicherte sich die Mannschaft den Klassenerhalt nach einer Entscheidungsrunde gegen den TBV Lemgo und den SV Löhne-Obernbeck. Ein Jahr später stiegen die Grün-Weißen in die Bezirksliga ab. Zwar gelang im Jahre 1977 noch einmal der Aufstieg, aber nach dem erneuten Abstieg drei Jahre später spielte die Mannschaft in den folgenden Jahrzehnten nur noch auf lokaler Ebene und mussten im Jahre 2011 den Gang in die Kreisliga C gehen, die die unterste Spielklasse darstellt. Es folgte der direkte Wiederaufstieg in die Kreisliga B, dem 2017 der Aufstieg in die Kreisliga A folgte. Fünf Jahre später ging es wieder hinunter in die Kreisliga B, bevor es 2024 runter in die Kreisliga C ging.
Mit Tolgay Arslan und Mahir Sağlık brachte der SC Grün-Weiß Paderborn zwei Bundesligaspieler hervor. Werner Schuck spielte später in der 2. Bundesliga und Tim Paterok sowie Aykut Soyak in der 3. Liga. Umgekehrt spielte mit Klaus Oberschelp ein ehemaliger Bundesligaspieler für die Grün-Weißen. Heimspielstätte der Grün-Weißen ist das Inselbadstadion am Fürstenweg, das 6000 Zuschauern Platz bietet.

### Volleyball
Die Volleyballabteilung ist bekannt für seine Jugendarbeit im Mädchenbereich, aus der Nationalspielerinnen wie z. B. Irina Kemmsies und Pia Leweling bzw. Bundesligaspielerinnen wie Lisa Hackauf hervorgingen.

## Meisterschaften

### Bogenschießen
- 2008: Hubert Montag, Deutscher Meister[4] Montag war zweimal Deutscher Meister, Vizeeuropameister, errang Platz 4 bei der Weltmeisterschaft 2010, und ist Vizeweltmeister in der Mannschaft 2010[5]
- 2010: Irmgard Zimmermann, Vizeeuropameisterin und Deutsche Meisterin[5]
- 2013: Hubert Montag, Europameister in der Klasse Compound-Bogen ohne Visier[6]

### Karate
- 1978: Peter Tubbesing, Deutscher Meister in Kumite[7]
- 1997: Mladen Petkovic, Europameister Kata[8]
- 2004: Svetlana Wall, Europameisterin Junioren Einzel Kata (erster Platz)

### Rasenkraftsport
- 2009: Tobias Dockhorn.[9]